# ستيف آلين
     لشخصية أخرى تحمل اسم ستيف آلين، طالع ستيف آلين (توضيح).

ستيفين فالنتين باترك ويليام ويعرف باسم «ستيف» آلين (ولد في 26 من ديسمبر 1921م وتوفي في 30 من أكتوبر 2000م) هو مذيع تلفزيوني أمريكي وموسيقي وملحن وممثل وفنان كوميدي وكاتب. وعلى الرغم من أنه بدأ حياته المهنية في الراديو، إلا أن آلين يشتهر بمهنيته المخضرمة في التلفزيون. وقد جذب انتباه الجماهير في البداية كمضيف في برنامج مكتشف المواهب الخاص بآرثر جودفيري. وقد تخرّج ليصبح أول مضيف في برنامج عرض الليلة (The Tonight Show)، حيث كان له دور مساعد في ابتكار فكرة البرامج الحوارية بالتلفزيون. ثم قام بعد ذلك باستضافة العديد من الحفلات المتنوعة والألعاب، بما في ذلك عرض ستيف آلين (The Steve Allen Show) ولقد عرفت سرًا (I've Got a Secret) والعرض الجديد لستيف آلين كما كان عضو لجنة منتظم في مسابقة (ما وجهتي؟)الخاصة بهيئة الإذاعة الكولومبية (CBS)
وكان آلين عازف بيانو «جديرًا بالإكبار»، كما كان مُلحنًا منتجًا قام بكتابة ما يزيد على 14000 أغنية،[بحاجة لمصدر] سجل إحداها بيري كومو (Perry Como) ومارجريت وايتنغ (Margaret Whiting)، بينما قام بتسجيل الأغاني الأخرى ستيف لورانس (Steve Lawrence) وايدي جورم (Eydie Gorme) ولي براون (Les Brown) وجلوريا لين (Gloria Lynne). فاز آلين بجائزة جرامي عام 1963م لأفضل تلحين جاز من خلال أغنيته The Gravy Waltz. ولم يماثله أحد في هذا العدد الهائل من الأغاني. وقام آلين بتأليف ما يزيد على 50 كتابًا وحصل على نجمتين في ممر الشهرة في هوليوود (Hollywood Walk of Fame) ومسرح هوليوود الذي أُطلق عليه اسم مسرح ستيف آلين تكريمًا له.

## وصلات خارجية
- Entertainer Steve Allen dead at 78 نسخة محفوظة 3 نوفمبر 2004 على موقع واي باك مشين.
- Steve Allen tribute (Skeptical Inquirer January 2001)
- Steve Allen at Find A Grave.com
- Steve Allen Interview at Archive of American Television
- ستيف آلين على موقع IMDb (الإنجليزية)
- ستيف آلين على موقع الموسوعة البريطانية (الإنجليزية)
- ستيف آلين على موقع ألو سيني (الفرنسية)
- ستيف آلين على موقع ميوزك برينز (الإنجليزية)
- ستيف آلين على موقع أول موفي (الإنجليزية)
- ستيف آلين على موقع قاعدة بيانات برودواي على الإنترنت (الإنجليزية)
- ستيف آلين على موقع قاعدة بيانات برودواي على الإنترنت (الإنجليزية)
- ستيف آلين على موقع قاعدة بيانات الأفلام السويدية (السويدية)
- ستيف آلين على موقع إن إن دي بي (الإنجليزية)
- ستيف آلين على موقع أول ميوزيك (الإنجليزية)
- Steve Allen interview by Mike Wallace on The Mike Wallace Interview July 7, 1957
- FBI file on Steve Allen
- Archival Television Audio on Steve Allen